# Вірменська вулиця (Київ)
Вірме́нська ву́лиця — вулиця в Дарницькому районі міста Києва, місцевість Червоний хутір, житловий масив Харківський. Пролягає від проспекту Миколи Бажана до Ялинкової вулиці. 
Прилучаються вулиці Кам'янська, Горлівська, Харківське шосе, вулиці Ташкентська і Борова.

## Історія
Вулиця виникла в 1950-ті роки під назвою 240-ва Нова. Сучасна назва — з 1953 року.
На багатьох вуличних вказівниках назва з помилкою: вулиця Армянська.

## Установи та заклади
- Ліцей «Інтелект» (буд. № 7)
- КП «Київська міська лікарня ветеринарної медицини» (буд. № 29)

## Зображення

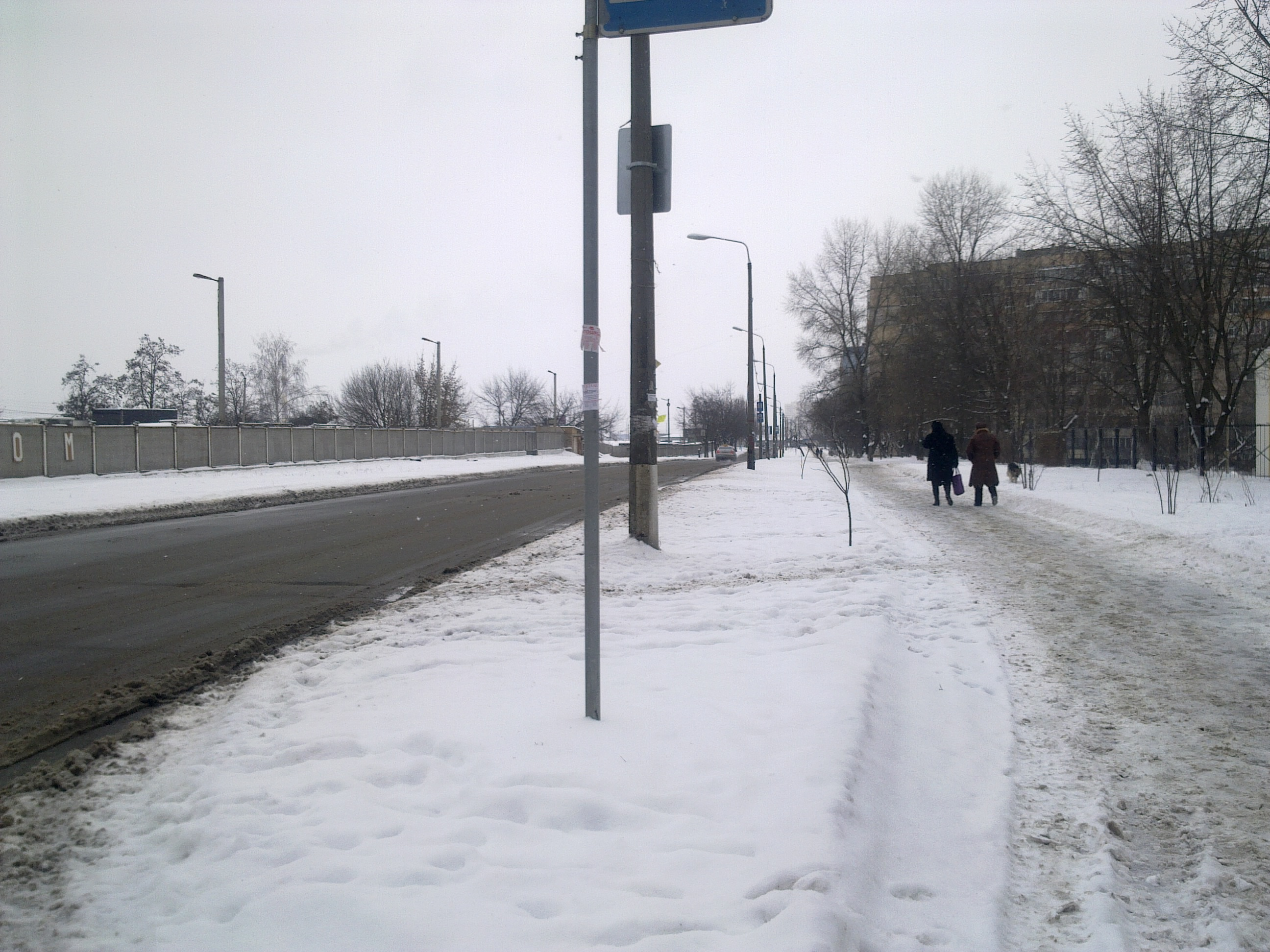
Вірменська вулиця взимку
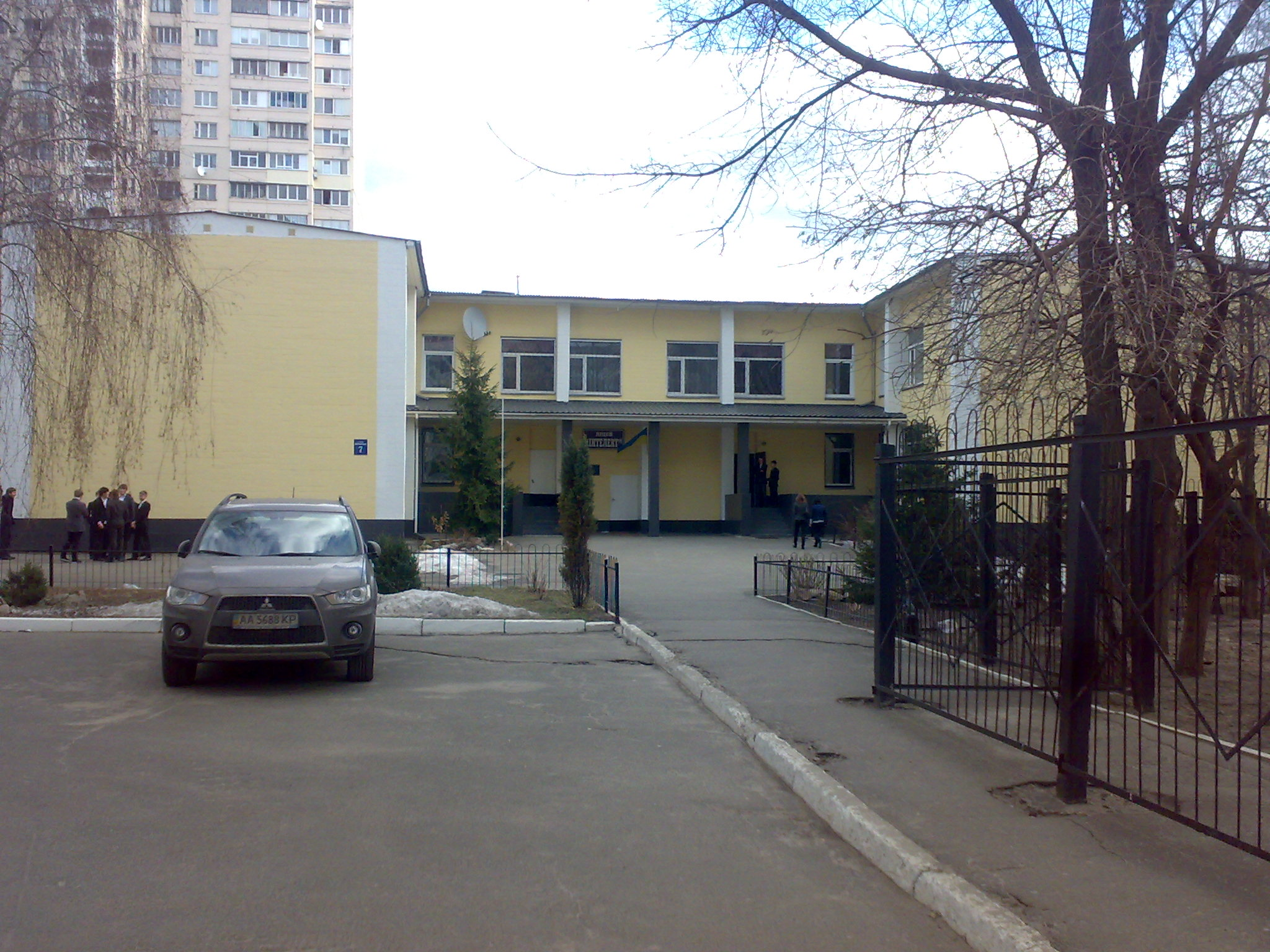
Ліцей «Інтелект»